# Углово (посёлок, Всеволожский район)
Угло́во — посёлок в Романовском сельском поселении Всеволожского района Ленинградской области.

## История
Посёлок возник рядом со старинной деревней Углово во второй половине XX века как военный городок войск ПВО.
По данным 1966 года посёлок Углово в составе Всеволожского района не значился.
По данным 1973 года в состав Щегловского сельсовета входил посёлок Углово (жилгородок).
По данным 1990 года в состав Щегловского сельсовета входил посёлок Углово.
В 1997 году в посёлке проживали 745 человек, в 2002 году — 1255 человек (русские — 84 %), в 2007 году — 1212.

## География
Находится на автодороге 41К-064 «Дорога жизни» (Санкт-Петербург — Морье), между посёлком Романовка и деревней Проба.
Расстояние до административного центра поселения — 8 км.

## Демография
| 2007 | 2010  | 2017  |
| ---- | ----- | ----- |
| 1212 | ↗1233 | ↗1278 |

### Национальный состав
Согласно данным Всероссийской переписи населения 2021 года в посёлке проживали 1002 человека, из них:
 русские — 886, украинцы — 32, азербайджанцы — 12, азербайджанцы — 18, белорусы — 11, табасараны — 6, таджики — 4, даргинцы — 3, татары — 3, армяне — 2, казахи — 2, молдаване — 2, греки — 1, корейцы — 1, мордва — 1, поморы — 1, финны — 1, эстонцы — 1, другие национальности — 5 человек, остальные национальность не указали.

## Транспорт
Рядом с посёлком проходит железнодорожная линия Ириновского направления Октябрьской железной дороги, но остановочного пункта в нём нет.
С Санкт-Петербургом посёлок связывает пригородный автобусный маршрут № 462, до станции метро  «Ладожская», протяжённостью 30 км.
Со Всеволожском посёлок связывает муниципальный автобусный маршрут № 601, протяжённостью 10,8 км.

## Инфраструктура
В посёлке расположена воинская часть № 31181.

## Фото

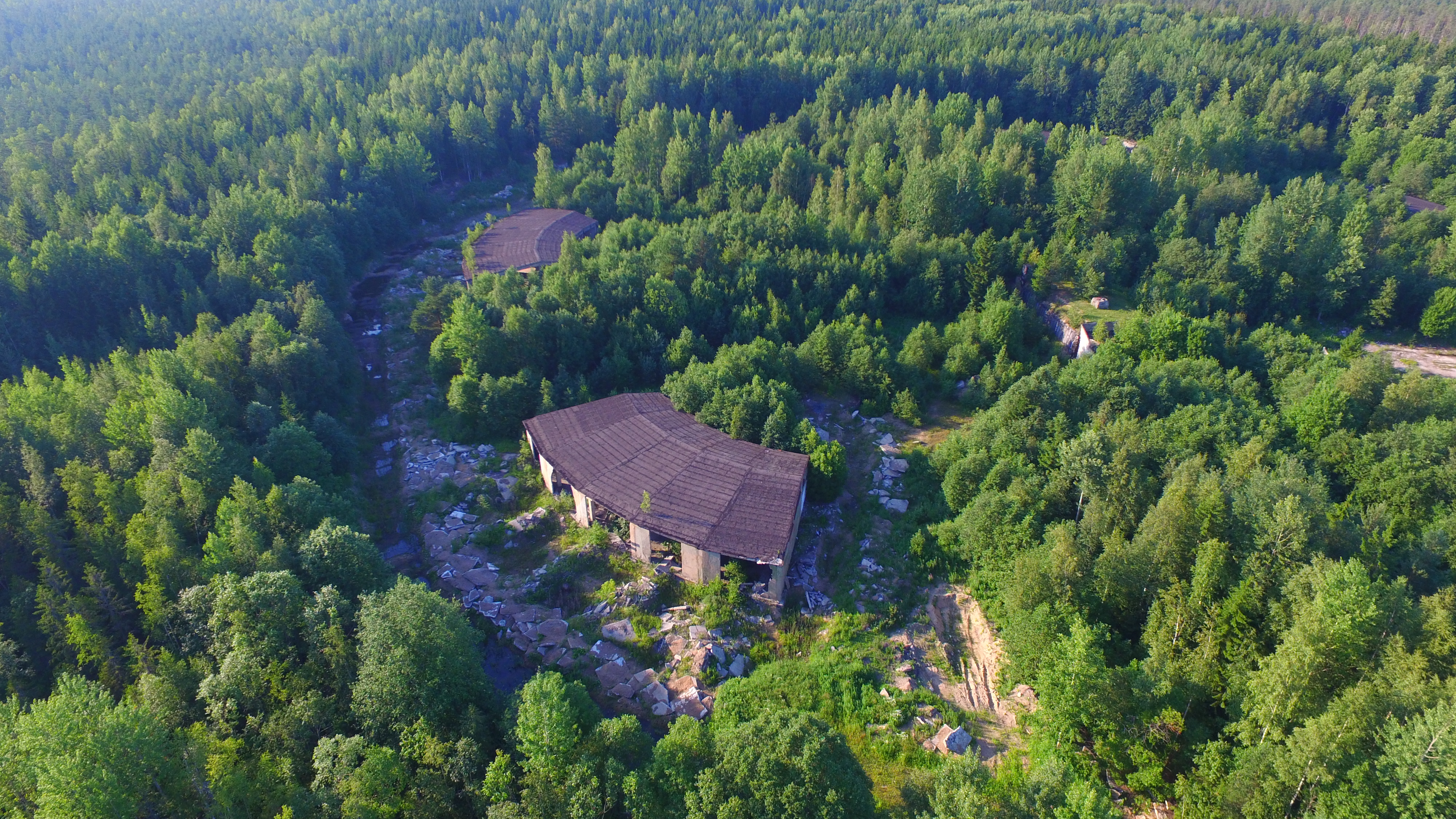
Заброшенный комплекс ПВО «Восточная даль»
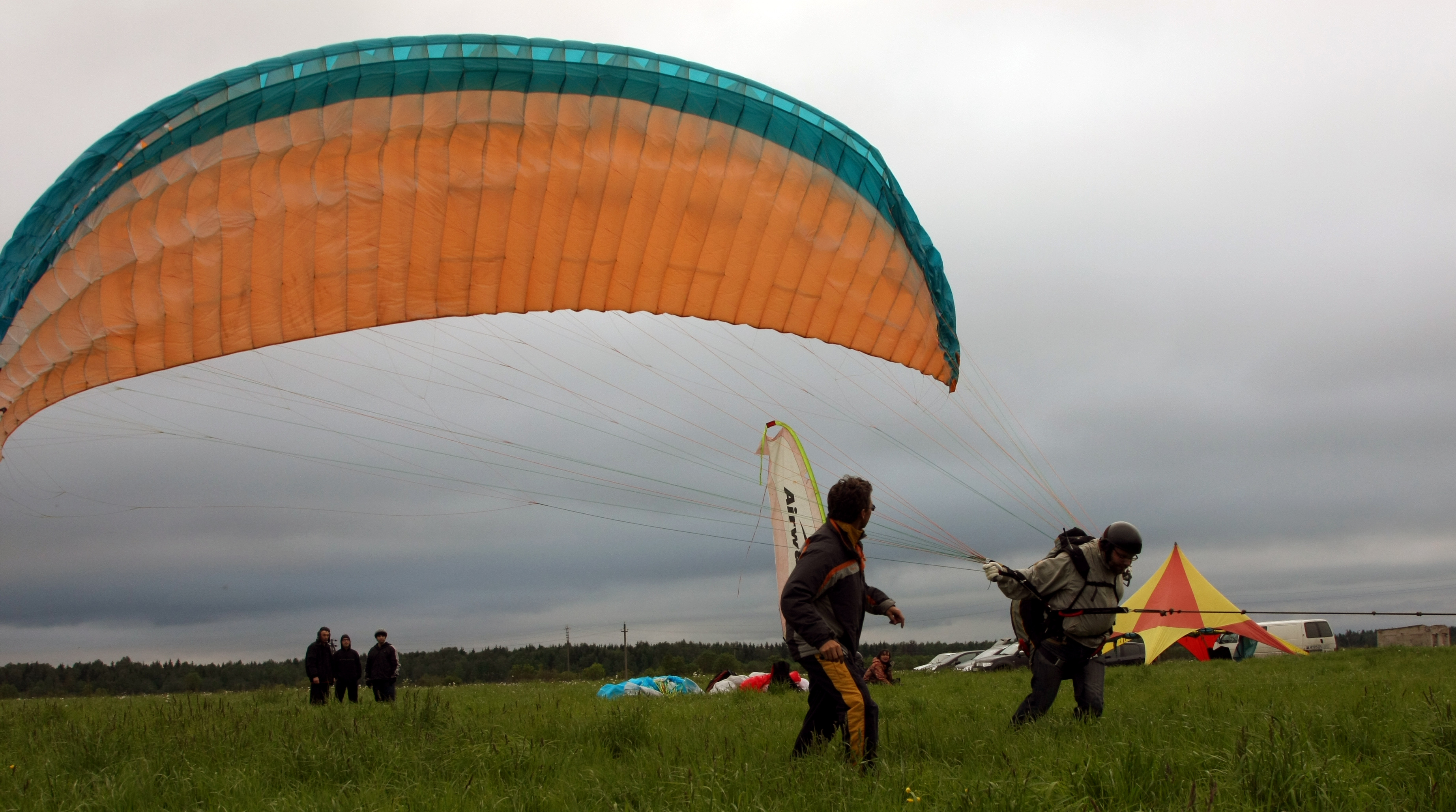
Углово, обучение полётам на параплане